# Giải bóng đá vô địch quốc gia Turkmenistan 2002
Giải bóng đá vô địch quốc gia Turkmenistan 2002 hay Ýokary Liga 2002 là mùa giải thứ 10 của giải bóng đá chuyên nghiệp Turkmenistan. Có 9 đội tham gia năm 2002.

## Kết quả
| Vị thứ | Đội bóng            | St | T  | H  | B  | BT-BB  | Đ  | Ghi chú    |
| ------ | ------------------- | -- | -- | -- | -- | ------ | -- | ---------- |
| 1      | Şagadam Türkmenbaşy | 32 | 21 | 4  | 7  | 65-29  | 67 |            |
| 2      | Nisa Aşgabat        | 32 | 18 | 9  | 5  | 79-21  | 63 |            |
| 3      | Garagum Turkmenabat | 32 | 17 | 8  | 7  | 46-31  | 59 |            |
| 4      | Köpetdag Aşgabat    | 32 | 16 | 7  | 9  | 45-35  | 55 |            |
| 5      | Nebitçi Balkanabat  | 32 | 16 | 5  | 11 | 61-39  | 53 |            |
| 6      | Merw Mary           | 32 | 9  | 10 | 13 | 36-54  | 37 |            |
| 7      | Turan Daşoguz       | 32 | 7  | 8  | 17 | 30-52  | 29 |            |
| 8      | Galkan Aşgabat      | 32 | 7  | 6  | 19 | 27-49  | 27 |            |
| 9      | Ahal Akdaşaýak      | 32 | 2  | 3  | 27 | 17-102 | 9  | Xuống hạng |